# Kōjimachi (métro de Tokyo)
Kōjimachi (麹町駅, Kōjimachi-eki, également 麴町駅) est une station de métro du quartier de Kōjimachi, situé dans l'arrondissement de Chiyoda, à Tokyo. Elle porte le numéro Y-15.

## Situation sur le réseau
La station Kōjimachi est située au point kilométrique (PK) 18,4 de la ligne Yūrakuchō.

## Histoire
La station a été ouverte le 30 octobre 1974.

## Services des voyageurs

### Desserte
La station de Kōjimachi est desservie par la ligne Yūrakuchō.
- Ligne Yūrakuchō :
  - voie 1 : direction Shin-Kiba
  - voie 2 : direction Wakōshi, Hannō ou Shinrinkōen

## Nombre d'usagers
En moyenne, 61 119 voyageurs ont fréquenté quotidiennement la station en 2015.

## À proximité
- Kōjimachi